# بوست فولز
بوست فولز، أيداهو هي مدينة في ولاية أيداهو الأمريكية

## المناخ
يظهر الجدول التالي التغييرات المناخية على مدار السنة لبوست فولز:
| البيانات المناخية لـبوست فولز     | البيانات المناخية لـبوست فولز | البيانات المناخية لـبوست فولز | البيانات المناخية لـبوست فولز | البيانات المناخية لـبوست فولز | البيانات المناخية لـبوست فولز | البيانات المناخية لـبوست فولز | البيانات المناخية لـبوست فولز | البيانات المناخية لـبوست فولز | البيانات المناخية لـبوست فولز | البيانات المناخية لـبوست فولز | البيانات المناخية لـبوست فولز | البيانات المناخية لـبوست فولز | البيانات المناخية لـبوست فولز |
| الشهر                             | يناير                         | فبراير                        | مارس                          | أبريل                         | مايو                          | يونيو                         | يوليو                         | أغسطس                         | سبتمبر                        | أكتوبر                        | نوفمبر                        | ديسمبر                        | المعدل السنوي                 |
| --------------------------------- | ----------------------------- | ----------------------------- | ----------------------------- | ----------------------------- | ----------------------------- | ----------------------------- | ----------------------------- | ----------------------------- | ----------------------------- | ----------------------------- | ----------------------------- | ----------------------------- | ----------------------------- |
| الدرجة القصوى °ف (°م)             | 60 (16)                       | 62 (17)                       | 73 (23)                       | 94 (34)                       | 98 (37)                       | 102 (39)                      | 108 (42)                      | 109 (43)                      | 102 (39)                      | 87 (31)                       | 71 (22)                       | 60 (16)                       | 109 (43)                      |
| متوسط درجة الحرارة الكبرى °ف (°م) | 36 (2)                        | 40 (4)                        | 49 (9)                        | 56 (13)                       | 65 (18)                       | 72 (22)                       | 82 (28)                       | 82 (28)                       | 73 (23)                       | 58 (14)                       | 44 (7)                        | 34 (1)                        | 58 (14)                       |
| متوسط درجة الحرارة الصغرى °ف (°م) | 26 (−3)                       | 27 (−3)                       | 31 (−1)                       | 37 (3)                        | 44 (7)                        | 51 (11)                       | 56 (13)                       | 56 (13)                       | 48 (9)                        | 38 (3)                        | 32 (0)                        | 25 (−4)                       | 39 (4)                        |
| أدنى درجة حرارة °ف (°م)           | −30 (−34)                     | −29 (−34)                     | −13 (−25)                     | 5 (−15)                       | 21 (−6)                       | 28 (−2)                       | 36 (2)                        | 32 (0)                        | 17 (−8)                       | 2 (−17)                       | −13 (−25)                     | −26 (−32)                     | −30 (−34)                     |
| الهطول إنش (مم)                   | 3.18 (81)                     | 2.20 (56)                     | 2.32 (59)                     | 1.88 (48)                     | 2.16 (55)                     | 1.98 (50)                     | 0.94 (24)                     | 0.87 (22)                     | 1.01 (26)                     | 1.95 (50)                     | 3.72 (94)                     | 3.52 (89)                     | 25.73 (654)                   |
| متوسط تساقط الثلوج إنش (سم)       | 17.1 (43)                     | 8.8 (22)                      | 5.6 (14)                      | 1.0 (2.5)                     | 0.4 (1.0)                     | 0.1 (0.25)                    | 0.0 (0.0)                     | 0.0 (0.0)                     | 0.0 (0.0)                     | 0.7 (1.8)                     | 7.0 (18)                      | 18.6 (47)                     | 59.3 (151)                    |
| المصدر:                           |                               |                               |                               |                               |                               |                               |                               |                               |                               |                               |                               |                               |                               |